# Veisjärv
Der Veisjärv ist ein See in Estland. Er befindet sich in der Gemeinde Tarvastu im Kreis Viljandi nahe dem Dorf Veisjärve. Andere Namen des Sees sind Veisejärv und Valgejärv.
Der Veisjärv liegt 96 m hoch. Der See umfasst eine Fläche von 478,6 Hektar. Im See lebende Fischarten sind Rotauge, Kaulbarsch, Hecht, Brachse, Rotfeder, Karausche, Ukelei, Flussbarsch und Aal.
Aus dem Veisjärv speist sich der Fluss Õhne (estnisch Õhne jõgi).